# 土佐大正駅
土佐大正駅（とさたいしょうえき）は、高知県高岡郡四万十町大正にある、四国旅客鉄道（JR四国）予土線の駅である。駅番号はG30。
2016年3月26日の改正で、十川駅が交換設備の使用を停止し単線化されたため、江川崎 - 川奥信号場間で唯一の交換可能駅となった。

## 歴史
- 1974年（昭和49年）
  - 3月1日：日本国有鉄道の駅として開業[1]。
  - 8月1日：業務委託駅となる[2]。
- 1984年（昭和59年）2月1日：駅員無配置駅となる[3][4]。
- 1987年（昭和62年）4月1日：国鉄分割民営化により四国旅客鉄道の駅となる[1]。なお駅前の道路標識は「国鉄土佐大正駅」のままとなっている。

## 駅構造
島式ホーム1面2線を有する地上駅である。ホームから地下道を渡ると山小屋風の駅舎がある。
駅舎の中にはバス会社である四万十交通が入っており、このバス会社が切符の販売受託もしている簡易委託駅である。
トイレは、駅ホームの宇和島寄りに男女兼用のバイオトイレが1台ある他、駅舎横にも設けられている。

### のりば
| のりば | 路線    | 方向 | 行先               |
| ------ | ------- | ---- | ------------------ |
| 1      | ■予土線 | 下り | 江川崎・宇和島方面 |
| 2      | ■予土線 | 上り | 窪川方面           |

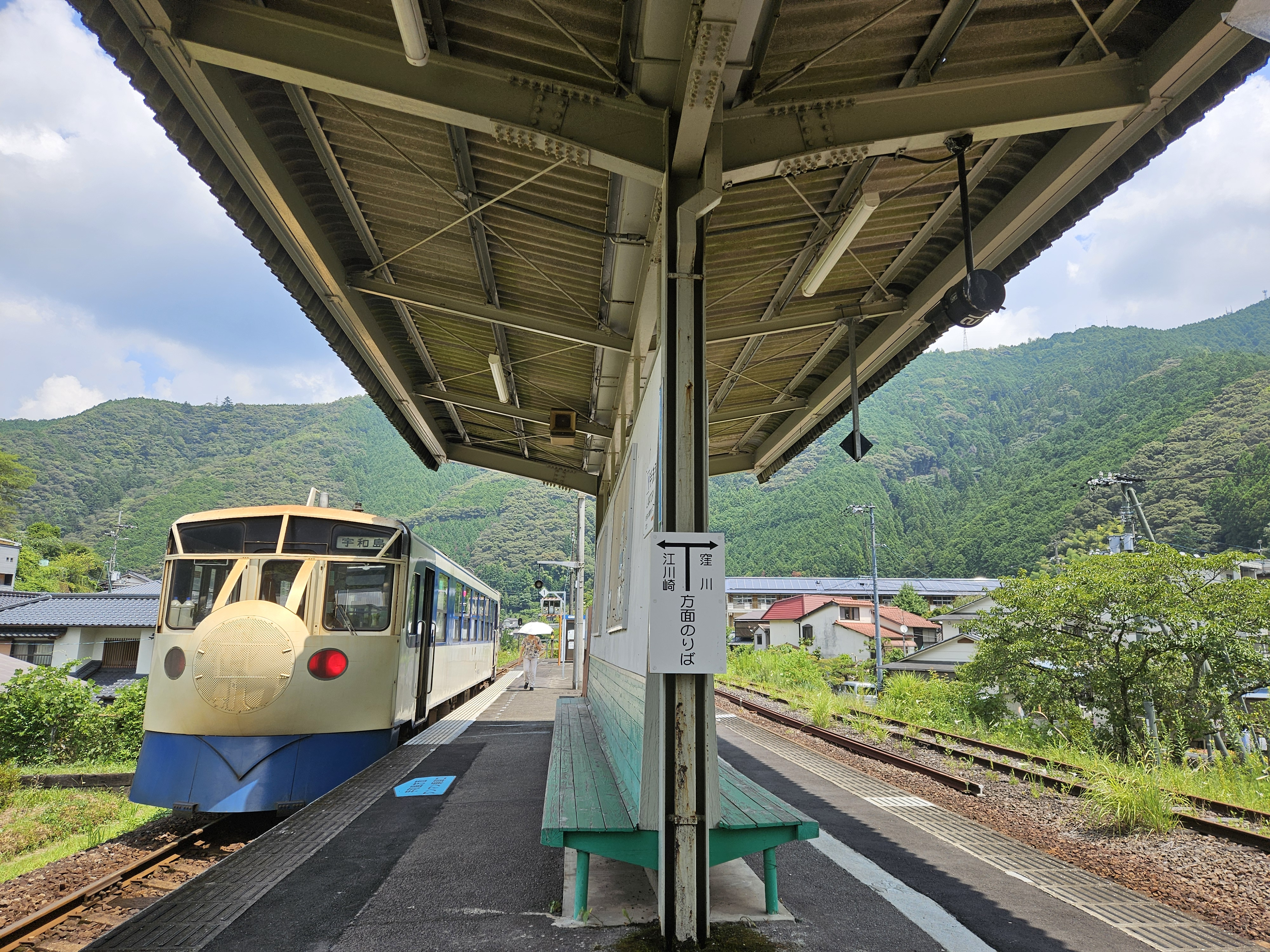
ホーム（2024年8月）

## 利用状況
1日の平均乗降人員は以下の通り。
| 1日乗降人員推移 | 1日乗降人員推移 |
| 年度            | 1日平均人数     |
| --------------- | --------------- |
| 2011年          | 114             |
| 2012年          | 92              |
| 2013年          | 80              |
| 2014年          | 62              |
| 2015年          | 60              |
| 2016年          | 44              |
| 2017年          | 30              |
| 2018年          | 30              |

## 駅周辺
駅前に予土線全通の記念碑がある。
- 旧竹内家住宅[7]（国重要文化財）
- 四万十町大正支所
- 大正郵便局

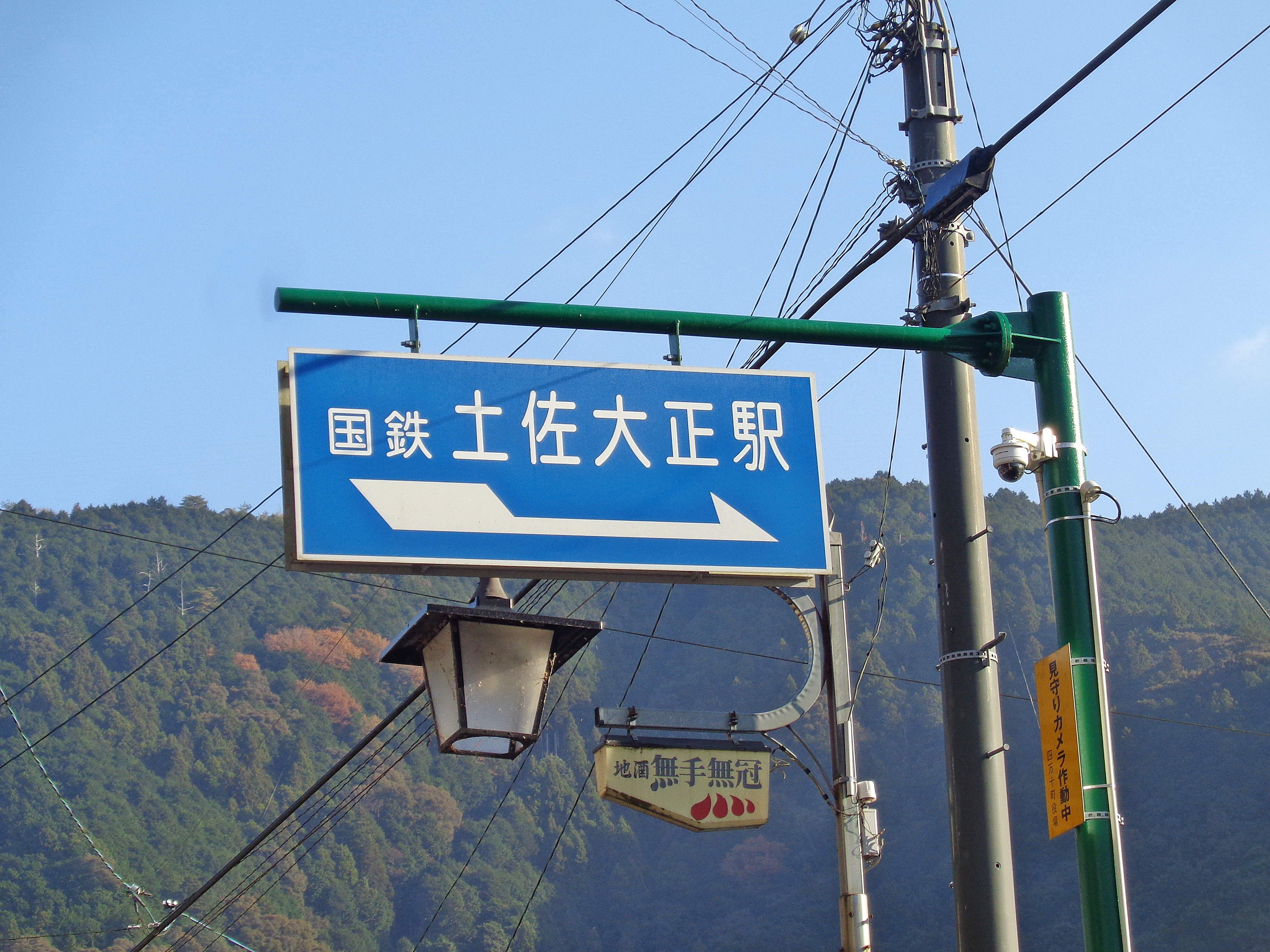
”国鉄”が記された土佐大正駅の案内板（2021年）

- 高知県立四万十高等学校（旧校名は大正高等学校）
- 四万十町立大正中学校
- 四万十町立田野々小学校
- 四万十川
- 国道381号
- 無手無冠（） - 栗焼酎「ダバダ火振」などを製造・販売する酒造会社。明治26年創業[8]。

## バス路線

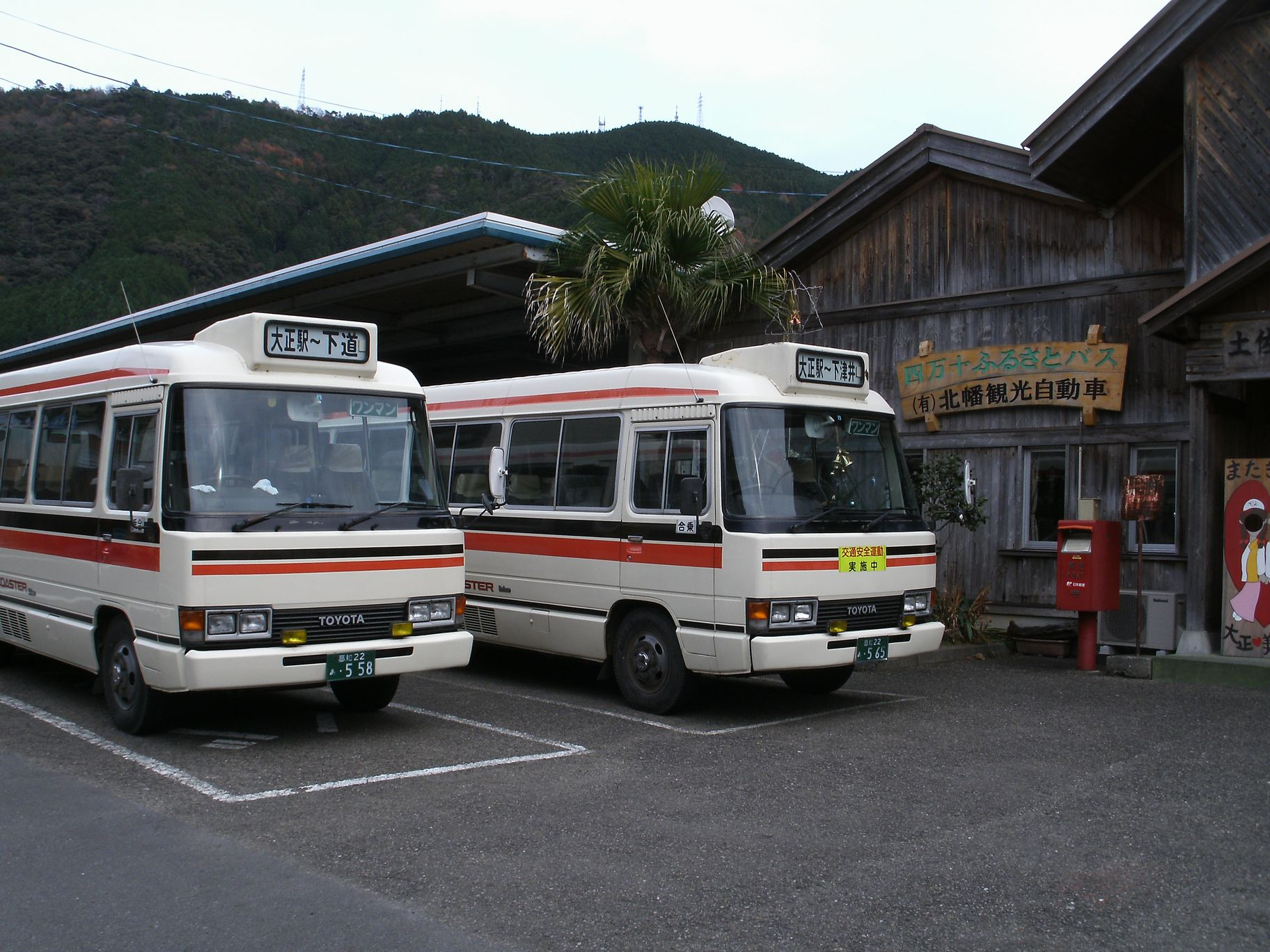
駅前に停車する北幡観光自動車のバス（2009年12月）

- 四万十交通[9]
  - 健康管理センター
  - 診療所前
  - 道の駅とおわ ※日祝・元日運休
  - 窪川駅
  - 北ノ川
  - 学校上（ホビー館）
  - 森ヶ内
  - 江師・大奈路方面
  - 下道
  - 下津井奥

- 四万十町コミュニティバス[10]
  - 葛籠川線：葛籠 ※木曜運転
  - 里川線：里川 ※木曜運転
  - 芳川線：芳川奥 ※金曜運転

## 隣の駅
四国旅客鉄道（JR四国）
■予土線
- 臨時観光列車「しまんトロッコ」停車駅

打井川駅 (G29) - 土佐大正駅 (G30) - 土佐昭和駅 (G31)